# Spring Challenger 1984
Lo Spring Challenger 1984 è stato un torneo di tennis facente parte della categoria ATP Challenger Series nell'ambito dell'ATP Challenger Series 1984. Il torneo si è giocato a Spring negli Stati Uniti dal 14 al  maggio 1984 su campi in cemento indoor.

## Vincitori

### Singolare
Vijay Amritraj ha battuto in finale  Leif Shiras con il punteggio di 7–5, 4–6, 7–6

### Doppio
Andy Kohlberg /  Rick Meyer hanno battuto in finale  Ron Hightower /  John Mattke con il punteggio di 6–4, 3–6, 7–6